# Falsocis opacus
Falsocis opacus es una especie de coleóptero de la familia Ciidae.

## Distribución geográfica
Habita en la Guayana francesa.